# Blackburn Iris
O Blackburn Iris foi hidroavião de casco biplano trimotor dos anos de 1920. Somente cinco unidades do modelo foram construídas, e foram utilizadas para reconhecimento aéreo marítimo de longo alcance pela Força Aérea Real, equipando um esquadrão por quatro anos. A versão final do Iris foi a Mark V que foi desenvolvida na aeronave que sucedeu o Iris no serviço do esquadrão o Blackburn Perth.

## Desenvolvimento e design
Em 1924 o Air Ministry britânico emitiu a Especificação R.14/24 para uma aeronave hidroavião de casco para reconhecimento aéreo marítimo de longo alcance para serviço na Força Aérea Real. Para atender este requisito a Blackburn Aircraft propôs o modelo R.B.1 (Reconnaisssance Biplane 1 – [ em português: Biplano de Reconhecimento 1 ]), designado pelo Major John Douglas Rennie, que como Diretor Técnico trabalhou com John Cyril Porte na Estação Experimental de Hidroaviões, em Felixstowe.
O R.B.1 foi um trimotor biplano de asas de envergadura iguais, com uma mistura de madeira e metal em sua construção. Os ailerons foram montados em ambas as asas superiores e inferiores e flutuadores foram fixados nas pontas das asas inferiores para estabilização na água, sua cauda tinha 9,14 metros (30,0 pés) de envergadura e também era biplano com três lemes a estrutura era em madeira coberta com compensado, a parte de baixo do casco era em forma de "V" decalada em dois degraus para dar boa manobrabilidade na água. Os três motores foram fixados em nacelas individuais entre as asas, o modelo de motor escolhido foi o Rolls-Royce Condor IIIB produzido em 1930 cada um possuía 650 horses power (485 quilowatts), este motor era refrigerado a água e era do tipo V12. Cada motor propelia hélices com quatro pás ou seja quadripá. A aeronave transportava uma equipe de cinco tripulantes sendo, dois pilotos sentados lado a lado no cockpit à frente das asas e três posições de armas uma no nariz, uma dorsal e uma no final da raiz da cauda. Estas armas eram metralhadoras Lewis calibre .303 polegadas (7 700 milímetros) e eram fixadas em Anel Scarff. Sob as asas inferiores haviam racks para duas bombas de até 470 quilogramas (1 040 libras) cada.

## Ligações extrenas
- Informações e dados técnicos no all-aero.com - Blackburn RB.1 Iris (em inglês)
- Informações e dados técnicos no aviastar.org - Blackburn R.B.1 Iris (em inglês)
- Informações, dados técnicos e outras imagens no airwar.ru - Blackburn RB.1 Iris (em russo)